# Sant Jaume de Figuerola
Sant Jaume de Figuerola és l'església parroquial de Figuerola del Camp (Alt Camp). Està protegida com a bé cultural d'interès local.

## Descripció
És una església barroca de planta de creu grega amb elements romànics integrats. L'interior presenta una cúpula semiesfèrica central que exteriorment es correspon amb un cimbori. Les estructures portants són pilars amb basament de pedra i acabats en capitells corintis, aquests pilars sostenen arcs de mig punt. El cor s'aixeca als peus de l'església
La façana recorda un temple clàssic. La porta d'arc rebaixat presenta brancals que imiten pilastres, amb grans basaments. Per damunt de la llinda hi ha un fris amb la inscripció "1789" i un frontó triangular amb un nínxol buit. La façana es troba coronada per un altre frontó resseguit per una cornisa de maó. El campanar s'aixeca als peus, a l'esquerra. Té planta quadrada amb dos cossos vuitavats damunt. L'edifici és de pedra i maçoneria.
En enderrocar-se la primitiva església, una part va ser utilitzada per a la construcció de la nova. L'espai que ocupava correspon actualment a la zona de l'altar, les dues sagristies i les dues capelles laterals. Se'n conserva la base de les dues parets laterals i la posterior, en les quals s'observen senyals de canters. Cal destacar la façana est on es troba una petita finestra d'arc de mig punt i, a la façana nord, un notable rosetó.

## Història
L'església romànica de Figuerola apareix ja esmentada a la butlla del 1194, temps en què Figuerola formava part del Castell de Prenafeta. Posteriorment, en augmentar considerablement la població, va ser modificada (1488) i, per acabar, enderrocada parcialment (en resten un arc de mig punt, una rosassa i una finestra, incorporats) per fer-ne una de nova i més gran al segle xviii. La nova església va ser construïda entre 1781 i 1789. Va ser incendiada durat la guerra civil (1936-1939) i el seu interior quedà completament malmès. Posteriorment va reconstruir-se mitjançant donatius, per subscripció pública i prestacions personals. El 1946 s'acabà d'enguixar l'església i se'n reconstruí el cor. El 1956 va construir-se l'altar major i el cambril de la Verge, amb pintures de M. Teresa Jou. El campanar va ser acabat el 1792.
Actualment, la parròquia és sufragània de Santa Maria del Pla de Santa Maria, adscrita a l'arxiprestat de l'Alt Camp; vicaria episcopal de l'Alt Camp, el Baix Penedès i el Tarragonès; arquebisbat de Tarragona.